# جون س. بورتون
جون س. بورتون (بالإنجليزية: John C. Burton)‏ هو لاعب هوكي الجليد ومحامي أمريكي، ولد في 12 مارس 1923، وتوفي في 5 ديسمبر 2014.

## وصلات خارجية
- جون س. بورتون على موقع أوليمبيديا (الإنجليزية)